# TV Tome
TV Tome (tvtome.com) war eine umfangreiche, englischsprachige Website mit einer Datenbank für Fernsehserien und deren Mitwirkende. Die Datenbank enthielt komplette Episodenführer zu über 2500 Serien, für 3500 weitere Serien waren diese im Aufbau, sowie Filmographien zu mehr als 250.000 Schauspielern und anderen Crewmitgliedern.
Die Seite beschrieb sich selbst wie folgt: TV Tome is an attempt to create the greatest TV episode and actor guide ever. (engl., TV Tome ist der Versuch den größten/besten TV-Episoden und -Schauspielerführer aller Zeiten zu erstellen.)
2003/2004 entstand ein Ableger des Portals namens Movie Tome, das sich ähnlich wie die IMDb mit Kinofilmen beschäftigt.
Am 22. April 2005 gab TV Tome die Übernahme der Seite durch das CNET Netzwerk bekannt. Nach Aufschaltung einer vorläufigen Version am 1. Juni, wurde die URL TVTome.com ab 13. Juni 2005 permanent auf die neue, CNET-eigene Domäne TV.com umgeleitet. Der Wechsel des Website-Betreibers rief bei regelmäßigen Nutzern von TV Tome einige Kritik hervor. Neben der deutlich kommerzielleren Ausrichtung der neuen Seite, gingen beim Übergang auch zahlreiche Informationen verloren: die Angaben zur Crew enthalten auf TV.com nur noch die Namen von Regisseur und Autor; die Abschnitte zu Trivia, kulturellen Verweisen und DVD-Veröffentlichungen der einzelnen Serien wurden gekürzt oder gingen gänzlich verloren.

## Alternativen
Seit der Übernahme von CNET gab es immer wieder Kritik an der neuen Seite TV.com und somit wurden Alternativen ins Leben gerufen. Einige davon sind EPisodeWorld, The TV IV, TV Friends, The Media Database und TVRage.